# Льюис, Джорджи
Джордж Грегори Себастьян (Джорджи) Льюис (англ. George Gregory Sebastian (Georgie) Lewis, 9 мая 1917, Арима, Тринидад и Тобаго — 17 февраля 2011, там же) — тринидадский легкоатлет, выступавший в беге на короткие дистанции. Участвовал в летних Олимпийских играх 1948 года.

## Биография
Джорджи Льюис родился 9 мая 1917 года в тринидадском муниципалитете Арима.
Работал в полиции. Играл в футбол и хоккей на траве на позиции вратаря, а также в крикет. Первоначально уделял лёгкой атлетике, которой начал заниматься в 1940 году, второстепенное значение.
Участвовал во Второй мировой войне.
В 1944 году на соревнованиях в Британской Гвиане пробежал 100 ярдов за 9,4 секунды, что соответствовало мировому рекорду, однако Льюису помог попутный ветер. В 1946—1948 годах был чемпионом Тринидада и Тобаго на 100 ярдов, в 1946 и 1948 годах — на 220 ярдов, в 1947 году — на 440 ярдов.
В 1948 году вошёл в сборную Тринидада и Тобаго на летней Олимпиаде в Лондоне, впервые представленную на Играх. В беге на 100 метров выиграл забег 1/8 финала с результатом 10,8 секунды, в четвертьфинальном забеге занял 4-е место и не попал в полуфинал. В беге на 200 метров выбыл в 1/8 финала, заняв 3-е место среди 5 участников забега (22,4).
После ухода из полиции перебрался в США, однако затем вернулся в Тринидад и Тобаго. 
Умер 17 февраля 2011 года в Ариме. Был кремирован и похоронен в Ариме.

## Личные рекорды
- Бег на 100 ярдов — 9,4 (9 августа 1944, Джорджтаун)[4]
- Бег на 100 метров — 10,2 (16 ноября 1946, Порт-оф-Спейн)[4]
- Бег на 200 метров — 21,2 (16 ноября 1946, Порт-оф-Спейн)[4]